# Gosport (Indiana)
Gosport é uma cidade  localizada no estado americano de Indiana, no Condado de Owen.

## Demografia
Segundo o censo americano de 2000, a sua população era de 715 habitantes.
Em 2006, foi estimada uma população de 740, um aumento de 25 (3.5%).

## Geografia
De acordo com o United States Census Bureau tem uma área de
1,0 km², dos quais 1,0 km² cobertos por terra e 0,0 km² cobertos por água. Gosport localiza-se a aproximadamente 178 m acima do nível do mar.

## Localidades na vizinhança
O diagrama seguinte representa as localidades num raio de 24 km ao redor de Gosport.